# De Woestijnschorpioenen
De Woestijnschorpioenen (Italiaans: Gli Scorpioni del Deserto) is een stripreeks over de Tweede Wereldoorlog gemaakt door de Italiaanse tekenaar Hugo Pratt. Het eerste deel van deze serie werd vanaf oktober 1969 gepubliceerd in het Italiaanse maandblad Sgt. Kirk. In het Nederlands taalgebied verscheen de eerste publicatie in het stripblad Kuifje (jaargang 1973, nummer 6). De woenstijnschorpioenen werden in vier albums uitgegeven door Casterman.

## Het verhaal
Het verhaal vangt aan begin 1940 in Noord-Afrika, tijdens de Noord-Afrikaanse Veldtocht. Hoofdpersonen zijn de leden van een Britse elitekorps van de Long Range Desert Group onder leiding van de Poolse Koinsky. Het is gestoeld op echte feiten.

## Albums
| Nummer | Titel                          | 1e druk | Uitgeverij |
| ------ | ------------------------------ | ------- | ---------- |
| 1      | De woestijnschorpioenen        | 1977    | Casterman  |
| 2      | Advokaten in Dancalië          | 1982    | Casterman  |
| 3      | Frivole gesprekken in Moululhe | 1985    | Casterman  |
| 4      | Zeewind                        | 1994    | Casterman  |